# فريد أستير

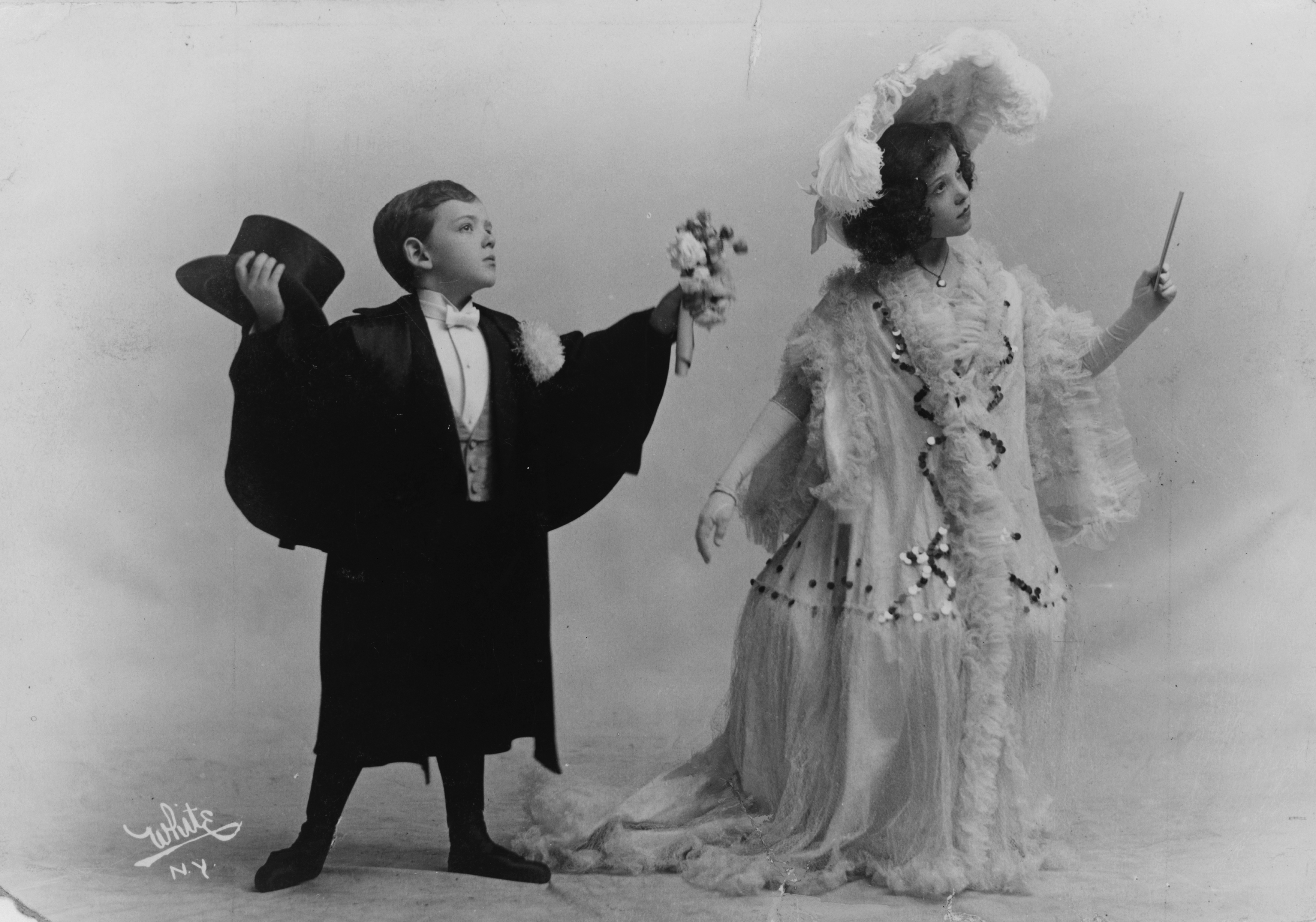
Fred and Adele Astaire, c.1906

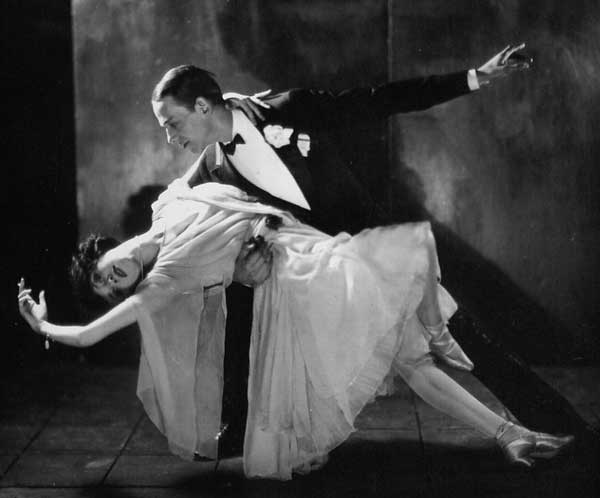
Fred and Adele Astaire in 1921

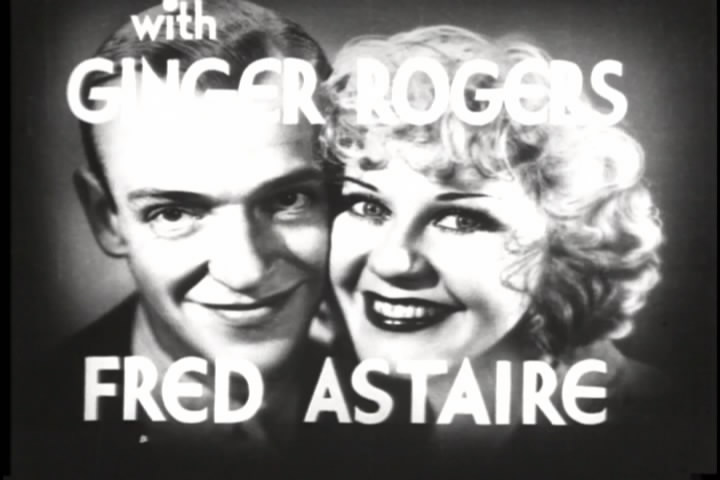
The announcement of the Astaire–Rogers screen partnership – from the trailer to Flying Down to Rio. This is the only time Rogers took billing over Astaire.

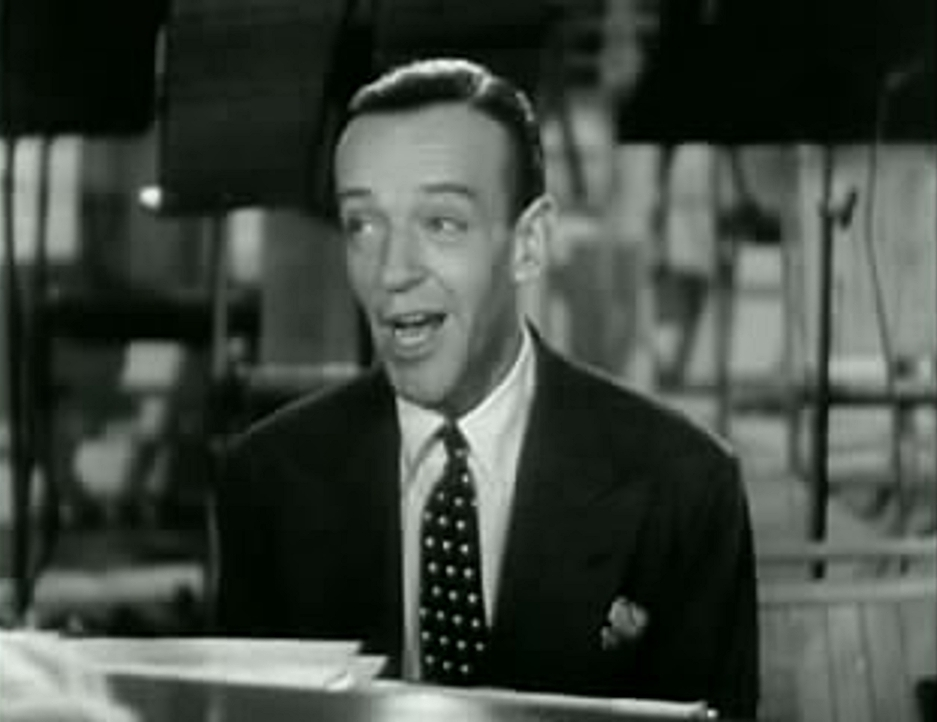
Astaire singing in Second Chorus (1940)

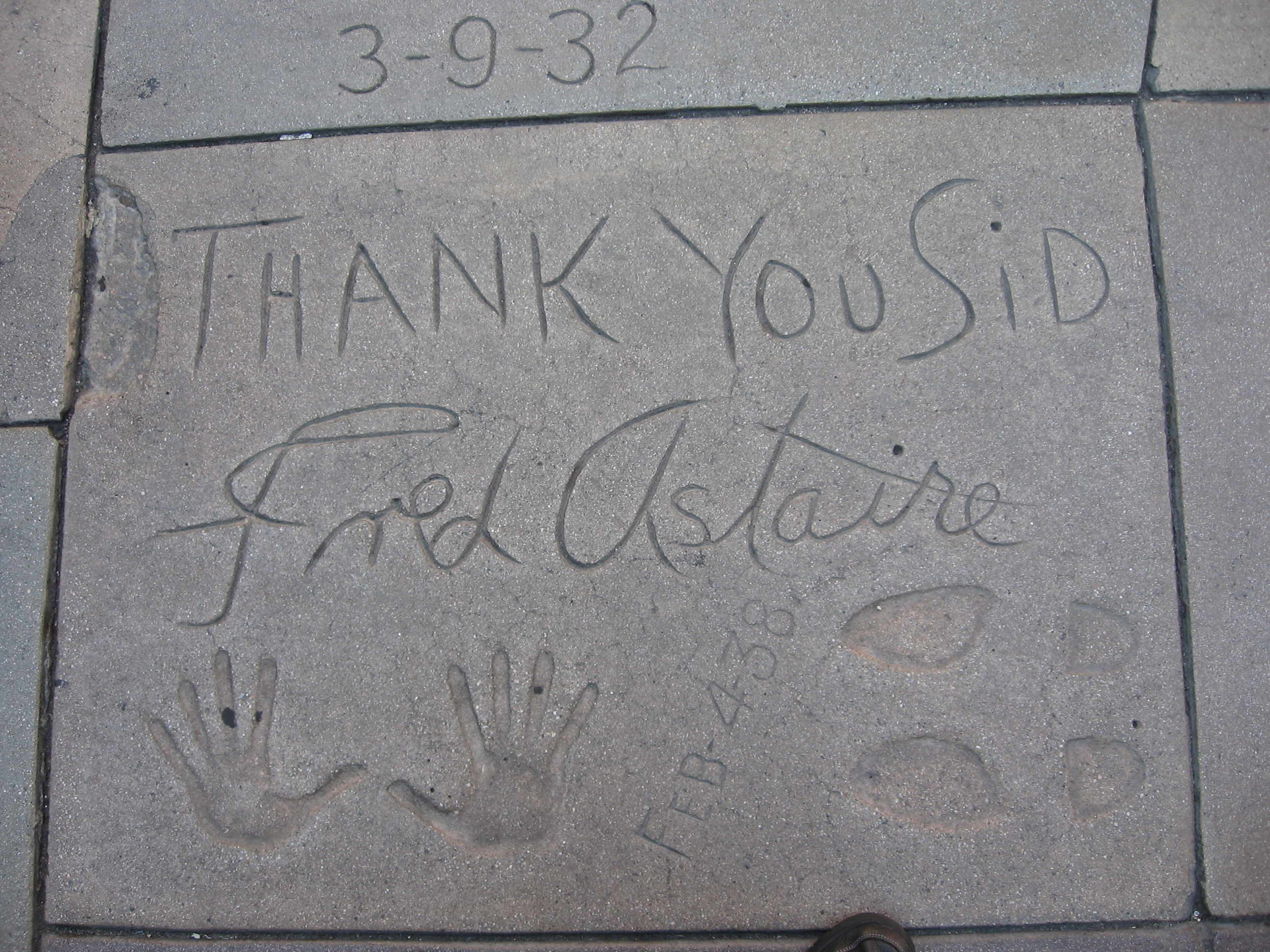
Astaire's hand and foot prints at Grauman's Chinese Theater

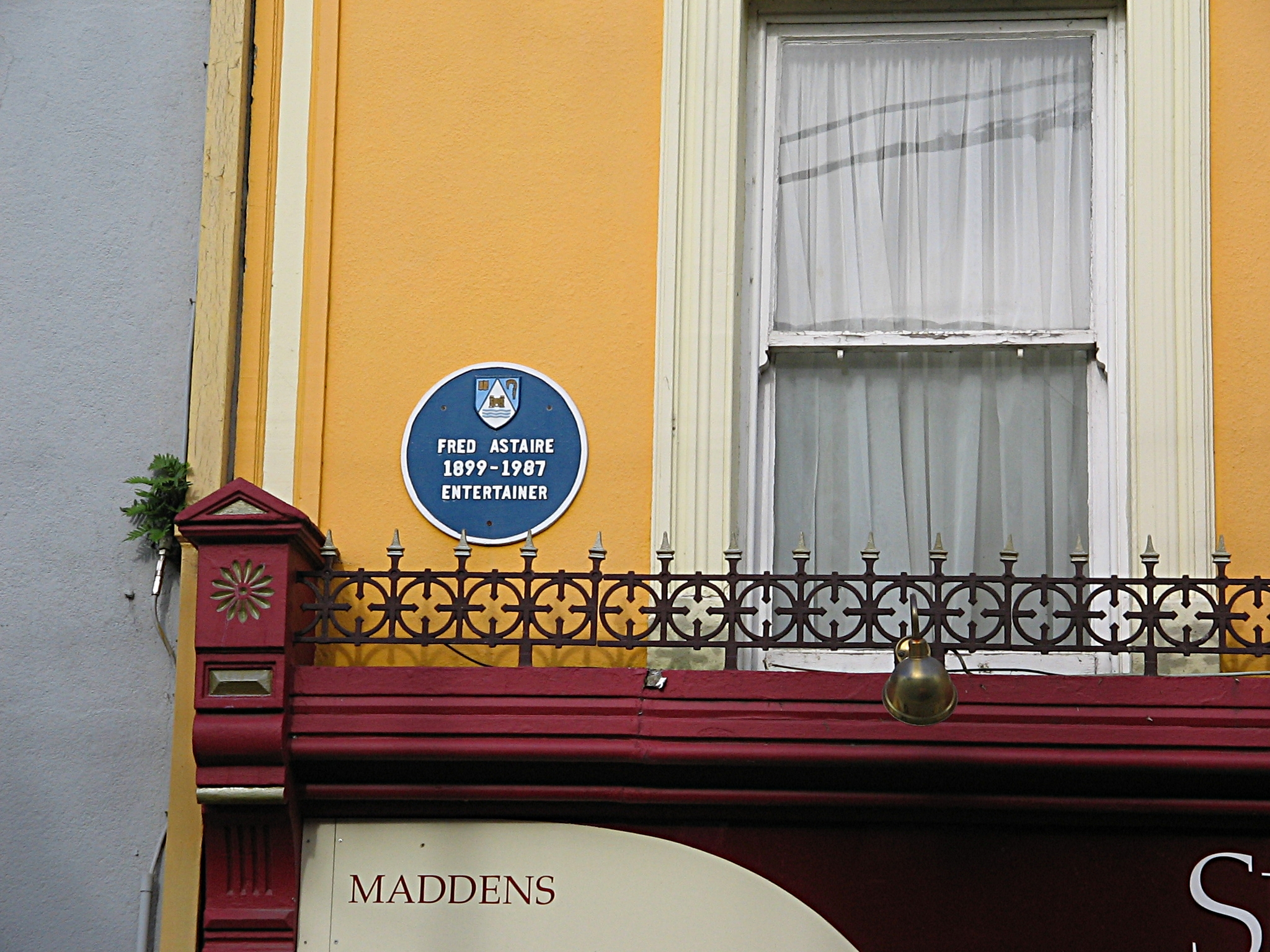
Plaque honoring Astaire in Lismore

فريد أستير (بالإنجليزية: Fred Astaire) (10 مايو 1899 – 22 يونيو 1987؛ واسمه عند الولادة فريدريك أوسترليتز) هو راقص أمريكي، ومدرب رقص، ومغني، وممثل، ومقدم تلفزيوني. وهو يُعد أكثر الراقصين تأثيرًا في تاريخ الأفلام.
امتدت مسيرته الفنية على المسرح وفي التلفاز والأفلام إلى 76 عامًا في المجمل. فقد أدى أدوار البطولة في أكثر من 10 مسرحيات غنائية على مسرح برودواي وويست إند، وأنتج 31 فيلمًا موسيقيًا، وأربعة عروض تلفزيونية خاصة، وأصدر العديد من التسجيلات الغنائية. ومن أبرز السمات التي تميز بها في الرقص هي حسه الإيقاعي الخارق للعادة، وأداءه المثالي، وإبداعه. أقام أستير علاقة شراكة مع عدة راقصين ومن أشهرهم جنجر روجرز التي مثلت معه في سلسلة مكونة من 10 أفلام غنائية في هوليوود. ولقبه معهد الفيلم الأمريكي بخامس أعظم نجم في سينما هوليوود الكلاسيكية ضمن قائمة «100 عام... 100 نجم».
قال جين كيلي – أحد أبرز نجوم الأفلام الراقصة – أن «تاريخ الرقص في الأفلام يبدأ عند أستير». ثم أكد لاحقًا أن أستير «هو الراقص المعاصر الوحيد الذي سيتذكره العالم». وبجانب مجال الأفلام والتلفاز، أكد العديد من الراقصين ومدربي الرقص كذلك على تأثير أستير في فن الرقص، ومن بينهم رودولف نورييف، وسامي ديفيز جونيور، ومايكل جاكسون، وغريغوري هاينس، وميخائيل باريشنيكوف، وجورج بالانشين، وجيروم روبنس، ومادهوري ديكسيت، وبوب فوس الذي وصف أستير بأنه مثله الأعلى.

## حياته وأعماله
مثل خلال حياته المهنية التي استمرت 76 عاما في 31 فيلم موسيقي، ومن أشهر من عمل معه من الفنانات الفنانة جنجير روجرز.

## أسلوبه في الرقص وتأثيره في الأفلام الراقصة
كان أستير راقصُا موهوبًا بوسعه أن يفصح عن أحساسيسه العميقة أو أن يبدي جرأته بصورة مرحة كلما طُلب منه ذلك. تميز أستير بقدرة تحكم مذهلة في حركاته، وحس إيقاعي مدهش. فبعد الانتهاء من تصوير المقطوعة الراقصة الفردية «أريد أن أكون رجلًا راقصًا» في عام 1952 كجزء من فيلم «حسناء نيويورك» بفترة طويلة، تقرر أن زي أستير المتواضع والمسرح المتهالك الذي رقص عليه غير ملائم لهذا الفيلم، ولذلك أعُيد تصوير المقطوعة بأكملها. وفي عام 1994 أظهر الفيلم الوثائقي «هكذا يكون الترفيه! الجزء الثالث» هاتين المقطوعتين جنبًا إلى جنب على شاشة واحدة. وضح هذا الوثائقي أن أداء أستير في كلى المقطعين متطابق تمامًا بما في ذلك جميع الإيمائات الصغيرة التي يصعب ملاحظتها.

حظي أسلوب أستير في الرقص بالإشادة على أناقته ورشاقته وإبداعه ودقته. استمد أستير أسلوبه من عدة مصادر مثل الرقص النقري، والإيقاعات السوداء، والرقص الكلاسيكي، وأسلوب الرقص الراقي الذي اتبعه الزوجان فيرنون وأيرين كاسل. كان أسلوب أستير مميزًا وفريدًا من نوعه، وأثر بشكل ملحوظ على أسلوب رقصة البولروم الأمريكي، ووضع المعايير التي يحكم الناس من خلالها على مستوى الأفلام الغنائية الراقصة التي ظهرت فيما بعد. لقب أستير أسلوبه الانتقائي بأسلوب «الخارج عن القانون»، وهو خليط غرائزي لا يمكن التنبؤ به نابع من موهبته الفنية الشخصية. فهو يقتصد في حركاته الراقصة ولكنها حركات مُعقدة بشكل لا يُصدق. فعلى حد قول جيروم روبنس: «تبدو حركات أستير في غاية البساطة والسهولة والإغراء، ومع ذلك فإن الطريقة التي يخطو بها مع إيقاع الموسيقى في غاية الإدهاش والإبداع».:18 علّق أستير عن ذلك قائلًا:
«إن تأدية حركات الرقص عملية معقدة للغاية – فهي أقرب إلى تأليف الموسيقى. إذ عليك أن تختلق الحركة التي تتماشى مع الحركة التي تليها، وينبغي أن يكون نمط الرقصة بأكلمها نمطًا متكاملًا. إذ قمت بالرقصة بشكل صحيح فلن تجد فيها أي حركة زائدة عن الحاجة. ينبغي أن تتصاعد الرقصة حتى تبلغ ذروتها ثم تقف!»
كان أستير المصمم الرئيسي لجميع رقصاته، ومع ذلك فقد رحب بمساهمات زملائه في الرقص، لا سيما شريكته الأولى في الرقص؛ هيرميس بان. ولكن المؤرخ جون مولر يعتقد أن أستير كان مدرب الرقص الأول في جميع مقطوعاته الفردية والرقصات التي شارك فيها على مدار مسيرته المهنية. إذ لاحظ مولر أن أسلوب أستير كان ثابتًا في جميع الأفلام التالية سواء كانت بمساعدة بان أم لا. وإلى جانب ذلك صمم أستير جميع الرقصات التي أداها أثناء مسيرته المهنية على مسرح برودواي مع أخته أديل. ومع تقدم مسيرته المهنية صار أستير متقبلًا لتوجيهات شركائه في الرقص، ولكن ذلك كان مقتصرًا على مقطوعات الفانتازيا أو «باليه الأحلام» فقط.

## وصلات خارجية
- فريد أستير على موقع IMDb (الإنجليزية)
- فريد أستير على موقع الموسوعة البريطانية (الإنجليزية)
- فريد أستير على موقع روتن توميتوز (الإنجليزية)
- فريد أستير على موقع مونزينجر (الألمانية)
- فريد أستير على موقع ألو سيني (الفرنسية)
- فريد أستير على موقع ميوزك برينز (الإنجليزية)
- فريد أستير على موقع تيرنر كلاسيك موفيز (الإنجليزية)
- فريد أستير على موقع أول موفي (الإنجليزية)
- فريد أستير على موقع قاعدة بيانات برودواي على الإنترنت (الإنجليزية)
- فريد أستير على موقع قاعدة بيانات برودواي على الإنترنت (الإنجليزية)
- Fred Astaire tribute site
- Fred Astaire biography at AlsoDances.Net
- Time.com: The Great American Flyer Fred Astaire:1899-1987
- Time Magazine archive: Astaire essay by Richard Corliss
- Astaire's religious views incl. many extracts from his biographers نسخة محفوظة 22 أبريل 2021 على موقع واي باك مشين.
- Astaire or Kelly: A Generation Apart at Indian Auteur
- Ava Astaire discusses her father's legacy. (BBC Television – Realplayer required)
- "He's in Heaven..." – In Memoriam Fred Astaire
- Fred Astaire MP3 Download site]
- Radio Interview – Fred Astaire – 1968
- Links to photos of Astaire
- "Fred Astaire and the art of fun" نسخة محفوظة 28 أغسطس 2011 على موقع واي باك مشين.: an essay on the Oxford Fred Astaire conference from TLS، July 16, 2008.